# Forces de sécurité du Kosovo
Pour les articles homonymes, voir FSK.
Les Forces de sécurité du Kosovo (en anglais Kosovo Security Forces, en albanais Forcat e Sigurisë së Kosovës ou FSK est l'armée du Kosovo, mise sur pied en 2008.
Le gouvernement de Serbie juge cette armée illégale, considérant le Kosovo comme l'une de ses provinces. Le commandant en chef de l'armée kosovare est Vjosa osmani présidente du Kosovo.
Elle est dirigée depuis le 22 novembre 2011 par le général de Corps d'armée (Gjenerallejtënant) Kadri Kastrati, sous l'autorité du général Agim Çeku, chef du Parti social-démocrate du Kosovo depuis 2008 et Ministre de la Défense depuis le 24 février 2011.
En 2025, son budget s'élevait à 260 715 150 dollars.

## Histoire

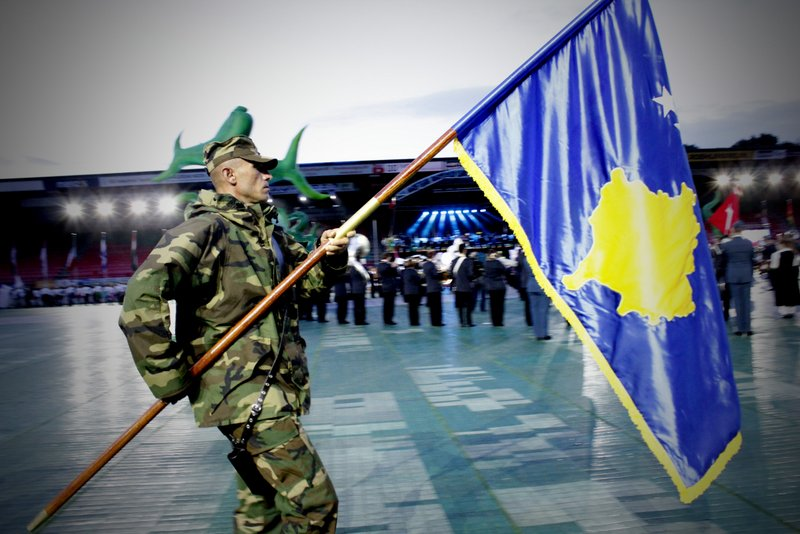
Un membre de la FSK lors d'un exercice militaire aux Pays-Bas en 2011.

Les forces de sécurité du Kosovo ont été fondées à la suite de l'indépendance du Kosovo, le 17 février 2008. Ses quartiers généraux sont à Prishtina.
Elle est l'héritière de l'Armée de libération du Kosovo, remplaçant les Troupes de Défense du Kosovo (en) (Trupat e Mbrojtjës së Kosovës) qui ont existé de 1999 à 2009.
En 2019, à la suite d'une annonce faite par le gouvernement kosovar en mars 2014, les forces de sécurité du Kosovo seront transformées en une armée nationale dans le but de respecter les standards de l'OTAN et de rejoindre à terme l'Alliance,,. La nouvelle armée disposera d'un budget annuel de 65 millions d'euros et ses effectifs atteindront 5 000 actifs et 3 000 réservistes répartis dans trois branches : l'armée de terre, la garde nationale, la logistique et la formation. L'ambassadeur kosovar en Turquie, Avni Spahiu (en), indique que cette décision a été prise en consultation avec l'OTAN et que l'armée aura un caractère défensif du fait que le Kosovo n'a pas d'aspirations territoriales.

## Effectifs

Drapeau des Forces de sécurité du Kosovo.

L'armée kosovare est actuellement (en 2025) constituée de 10 000 hommes et de 5 000 réservistes.

## Équipement
Pour l'infanterie :
- HK G36
- Heckler & Koch MP5
- MPT 76
- Uzi
- M16
- M4
- ASH-82
- ASH-78
- Zastava M70
- Glock 17
- AK-47
- AKM
- SVD
- PSL
- Zastava M76
- Barett
- RPG-7
- M72 LAW
- M80 Zolja
- M79 Osa
- Mitrailleuse Kalachnikov
- RPD
- RPK
- PKM
- Zastava M72
- Browning M2
- DShK

Véhicules :

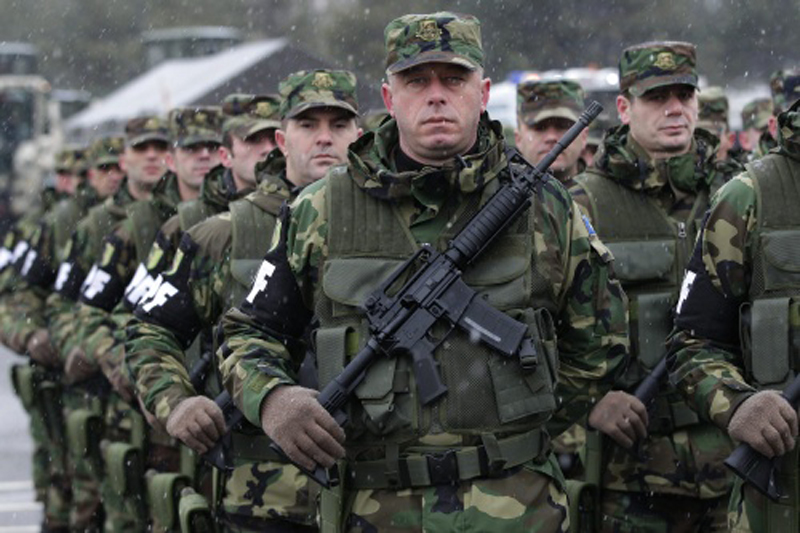
Soldats des forces de sécurité du Kosovo durant une cérémonie militaire à Pristina en 2011.

- M1117 55 (livrés par les États-Unis)
- Otokar Cobra 80 (livrés par la Turquie)
- Humvee 200+
- Mercedes Wolf
- Land Rover Defender
- Iveco Trakker
- MB Man 15
- Otokar Cobra II (en) 40
- BMC Kirpi 10
- BMC Vuran (en)

## Organigramme en 2009

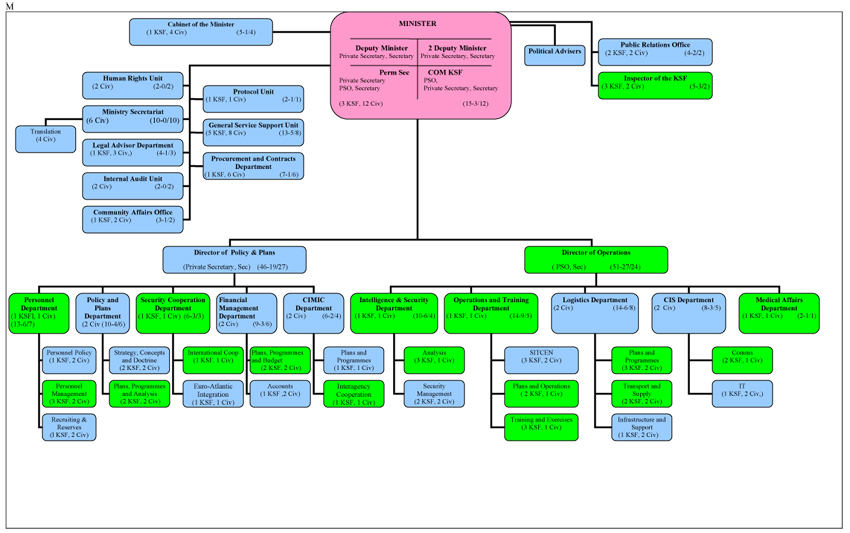
(cliquer pour agrandir)